# Aguacatec
Aguacatec (šp. Awakatecos, Aguacatecos, Aguateca), planinski indijanski narod iz grupe Mame (uže grupe Ixil) nastanjeno u gvatemalskom departmanu Huehuetenango (općina Aguacatán) na planinama Cuchumatán. Jezično pripadaju porodici Maya. Od strane Quiche Indijanaca pokoreni su negdje 1400.-tih godina. Aguacateci su seosko stanovništvo koje se bavi poljoprivredom (uzgojem kukuruza, graha, avokada i mnogih drugih kultura). Po vjeri su katolici i protestanti. Ženidba s drugim plemenima je rijetka. Proučavao ih je Douglas Brintnall. 
Jezikom aguacatec govori u Gvatemali preko 16 000 ljudi, tek 60 u Meksiku (općine: Atizapan de Zaragoza, Naucalpan i Tlalnepantla). Jedna njihova grupa naziva sebe imenom Balamihá, a pod tim imenom bili su poznati u tekstovima Popol Vuha.

## Vanjske poveznice
- Comunidad Lingüística Awakateka
- Los awakatecos: agricultores y migrantes  Arhivirana inačica izvorne stranice od 23. veljače 2010. (Wayback Machine)
- Awakateko